# Karol Lebogang
Karol Lebogang (Chiclayo, Lambayeque, Perú, 6 de marzo de 1997) es un futbolista peruano-sudafricano. Juega como lateral derecho y su equipo actual es Club Atlético Chalaco que participa en la Copa Perú. Es hijo del ex mundialista sudafricano Lebo Morula.

## Trayectoria
Realizó las divisiones menores en la Universidad San Martín. A inicios del 2015 se fue a prueba al Gent de Bélgica club donde no pudo quedarse. Luego estuvo jugando un año en Lorca CFB con el que actuó en la Primera División Juvenil de Murcia. Luego pasó al equipo juvenil de UCAM de Murcia.
En 2014, Karol Lebogang fue parte de la selección peruana Sub-20 como invitado, pero no logró convencer al 'Chino' Rivera para ser parte del Sudamericano de la categoría con miras a la clasificación al Mundial de Nueva Zelanda 2015 y a los Juegos Olímpicos de Río 2016.
En febrero del 2017 se confirma su préstamo por un año y medio a Universitario de Deportes. Inicialmente fue enviado a reserva bajo las órdenes de Javier Chirinos para luego pasar al equipo principal de Roberto Chale. Sin embargo, nunca pudo debutar en el primer equipo.
Luego pasó a Los Caimanes de Puerto Eten para jugar la Segunda División del Perú. A finales del 2018 renovó su vínculo con el club norteño por un año más. Sin embargo, a final de la temporada 2019 desciende de categoría a la Copa Perú. Al año siguiente parte del Club Juan Aurich de la Liga 2.

## Clubes
| Club                   | País   | Año       |
| ---------------------- | ------ | --------- |
| Los Caimanes           | Perú   | 2018-2019 |
| Club Juan Aurich       | Perú   | 2020      |
| Club Atlético Chalaco  | Perú   | 2021      |
| Unión Tarapoto         | Perú   | 2022      |
| Club Deportivo Bargas  | España | 2022-2023 |
| Club Deportivo Badajoz | España | 2023-     |